# Nguyễn Hảo
Nguyễn Hảo (?-1909) là một thủ lĩnh nghĩa quân chống Pháp trong phong trào Cần vương tại Việt Nam cuối thế kỷ 19, đầu thế kỷ 20.
Ông là người làng Thượng An (nay thuộc huyện An Khê, Gia Lai). Hưởng ứng Phong trào Cần Vương, Nguyễn Hảo chiêu binh mãi mã và trấn thủ tại An Khê, Gia Lai với ba đội quân tinh nhuệ Sơn Hùng, Sơn Dũng và Hùng Dực. Với tài bắn tên thiện xạ, đội quân tinh nhuệ của ông đã làm quân Pháp khiếp sợ khi nhiều lần bị phục kích tại đèo An Khê - cửa ngõ phía đông của Tây nguyên, trong một thời gian dài quân Pháp không thể tiến quân lên Tây nguyên bằng con đường này.
Trong khởi nghĩa Mai Xuân Thưởng, Nguyễn Hảo đã đem quân hỗ trợ và gia nhập với phong trào. Các đội quân của Nguyễn Hảo nhiều lần tập kích quân Pháp, cứu thoát gia đình Mai Xuân Thưởng và một số nghĩa quân bị bắt; tham gia cuộc khởi nghĩa của Võ Trứ và Trần Cao Vân.
Sau khi các cuộc khởi nghĩa lần lượt bị dập tắt, binh lính Pháp bao vây làng Thượng An, đốt phá nhà Nguyễn Hảo, bắn chết người con trai đầu và bắt ông về giam tại nhà lao Bình Định. Ông đã hy sinh tại đó vào năm 1909.